# Rattus enganus
Rattus enganus är en däggdjursart som först beskrevs av Miller 1906.  Rattus enganus ingår i släktet råttor, och familjen råttdjur. IUCN kategoriserar arten globalt som otillräckligt studerad. Inga underarter finns listade i Catalogue of Life.
Denna råtta hittades bara på ön Enggano som ligger söder om Sumatra. Den fångades där i skogar. Arten iakttogs inte under de senaste 100 åren. Kanske är den redan utdöd.